# 徐建國 (台灣)
徐建國（1962年—），臺灣教育界人物，畢業於臺灣省立臺北師範專科學校、國立中興大學法商學院（今國立臺北大學）法律系、國立臺灣師範大學公民訓育研究所。現任私立衛理女中校長、前任建國中學校長。曾在臺北市文昌國小、新民國中、復興高中與建國中學擔任教師與行政職務，並曾任世新大學、東南科技大學兼任講師。

## 職業生涯
2010年12月，時任建國中學校長蔡炳坤因轉任臺中市副市長而卸任，徐建國以教務主任代理校長職務。2011年7月時任麗山高中校長陳偉泓通過遴選而轉任建國中學校長，在同波校長遴選中徐建國也巧合的通過成為麗山高中校長。
2015年8月1日，徐建國再度接任建國中學校長一職，遴選會涉及校長遴選黑箱事件。
2022年4月，徐建國獲衛理女中董事會遴選任命為衛理女中新任校長，為該校創校以來第一位男校長。為此徐建國已提前一年辦理退休。

## 觀點
對於臺灣的大學升學制度，徐建國認為繁星計畫等多元入學管道對建國中學等明星高中學生不公平，呼籲增加考試分發入學的比例。

## 爭議

#### 遴選爭議
建國中學於本次遴選中選出麗山高中校長徐建國為新任校長，然而其校內投票過程中候選人過去在麗山高中的辦學績效評鑑不公開，使投票人無從參考，直到遴選會正式開會時才公布，又在遴選會上要求每人都必須簽下保密協定，不能對外公布。而徐建國辦學績效評鑑為「良好」（為三等第中的最低等第）以及涉及政見抄襲麗山高中校務計畫而被上呈教育局，使人質疑新校長的辦學能力。而且該次遴選會議有兩名委員沒有收到開會通知，教育局以2票不影響13票為由認定會議有效而通過其任命。

#### 座談會爭議
2015年11月20日，建中學生刊物《東海東》報導《校長座談會　徐建國：名校畢業生與無業遊民票數相同並不公平》針對學生可否穿著運動服進出校門的議題，徐校長認為「運動服設計的並不好看，穿運動服進出會影響外界對建中生的觀感。」穿制服後再帶運動服來更換並無不妥，針對校內問卷調查結果「穿著制服相當不方便」，希望能夠開放學生穿著更便於活動的運動服進出校門。徐校長回應，民主不該只是單純採納較多人意見，舉例建中畢業、台清交等名校畢業的人，跟只有國小畢業的無業遊民，雙方的學識有所差距，卻都是一人一票，「你覺得這樣公平嗎？並不公平嘛！」不該全然採納學生的意見，但很願意傾聽學生的聲音。
該報導刊登後引發學生、校友與社會大眾討論（主要針對民主發展所經歷的菁英主義），徐建國於隔日出面表示報導內容是舉例說明選舉制度的演變過程，是提問而非定論，希望和學生進行善意溝通。
東海東團隊於22日晚間在臉書粉絲團發表道歉公告，表示報導引用校長時語序有誤、結論錯誤連結、未完全引用原話。於25日當面向校長道歉，並提出對受訪者及閱聽人所做的兩點承諾。
徐建國校長座談會談話內容:
「你今天讀建中，將來去讀台大、清大，結果呢，投票的時候選總統跟選立委，你都只能投1票；我住在你們家隔壁，我只有小學畢業、我是1個無業的遊民，我什麼事情都不懂，然後社會的什麼東西我都不配合，我是1個非常沒有、沒有品味的1個人。結果呢，你投1票，我也投1票，你覺得這樣公平不公平？在1930年代之前，你去查很多國家，在開始投票的時候是不公平的，對不對？學問讀這麼高，怎麼你投1票，我也投1票呢？你投A我就投B，我們2個就抵銷，你覺得這樣公平嗎？是不是？不公平嘛！是不是你應該投2票或3票，或者你投1票的價值等於是我的2倍或3倍，這樣比較合理啊！
 
比如說類似這樣，可是為什麼現在呢、演變到現在，變成大家都投一樣？有一個問題在，什麼問題？以前我在教公民的時候講的問題，什麼問題？就是為什麼你投的票數是我的2倍，而不是1.8或是2.2？請你解釋給我聽聽看，就是說這個數字是怎麼算出來的？就是這個問題啊！擺不平嘛！有人認為說應該3，有人認為說2.5就可以，這到底要怎麼算？用什麼劃分？博士3、碩士2.5？還是怎麼樣？就是到底要算幾倍呢？這個就是擺不平的地方，所以演變到這100年來，乾脆大家都投1票。
 
事實上，這個是不合、比較不符合一般的那種觀感，可是到現在變成一種解釋就是說：反正你是人、你有投票權，你就投1票，你的權利就跟我都一樣，可是真正講起來這個投票的意義不是這樣，對不對？可是現在演變成這樣，可是現在大家也多數人能夠接受啊！大家所有教育都被教成這樣，是不是大家都可以接受？好吧！那這樣就好。對不對？」——徐建國，2015建中校長座談會